# Lucien Bull
Lucien Bull (Dublín, 1876 - París, 1972), fou pioner de la fotografia i la cinematografia d'alta velocitat, contribuí a l'avenç de la cronofotografia i inventà l'electrocardiògraf. Germà del dibuixant i fotògraf René Bull.
Des de 1895 va ser assistent d'Étienne-Jules Marey, succeint a Georges Demenÿ, desenvolupant els negatius i fent tiratges de les primeres cronofotografies. En cert moment Marey intuí la importància d'enregistrar imatges al carrer, més enllà del pur interès científic, i encarregà Lucien Bull prendre escenes amb la càmera cronofotogràfica i aprofundir així en les possibilitats del film sense perforacions. Bull feu assajos de projecció a partir d'aquestes fotografies.
Després de la mort de Marey el 1904 Bull va poder concentrar-se en el seu propi treball registrant molts insectes en vol (alguns estereoscòpics), realitzant sèries dobles de 50 fotografies a 2.000 imatges per segon. Va fabricar els seus propis aparells i durant la Primera Guerra Mundial treballà en equips de so que foren utilitzats per l'exèrcit britànic per localitzar els enemics. Desenvolupà igualment fotografies d'alta velocitat per l'anàlisi balística. El 1924 va enregistrar films de 100.000 imatges per segon. El 1933 Va ser nomenat director de l'Oficina Nacional de Recerca a França. El 1938 va patentar un electrocardiograma i el 1948 fou nomenat president de l'Institut de Cinematografia Científica a Paris.